# Arrondissement Épernay
Arrondissement Épernay (fr. Arrondissement d'Épernay) je správní územní jednotka ležící v departementu Marne a regionu Grand Est ve Francii. Člení se dále na 5 kantonů a 210 obcí.

## Kantony
od roku 2017
- Dormans-Paysages de Champagne (část)
- Épernay-1
- Épernay-2
- Sézanne-Brie et Champagne
- Vertus-Plaine Champenoise

2015–2017
- Châlons-en-Champagne-3 (část)
- Dormans-Paysages de Champagne (část)
- Épernay-1 (část)
- Épernay-2
- Sézanne-Brie et Champagne
- Vertus-Plaine Champenoise (část)

před rokem 2015:
- Anglure
- Avize
- Ay
- Dormans
- Épernay-1
- Épernay-2
- Esternay
- Fère-Champenoise
- Montmirail
- Montmort-Lucy
- Sézanne